# Comuna de Babice
Babice (polaco: Gmina Babice) é uma gminy (comuna) na Polónia, na voivodia de Pequena Polónia e no condado de Chrzanowski.
De acordo com os censos de 2004, a comuna tem 8711 habitantes, com uma densidade 159,9 hab/km².

## Área
Estende-se por uma área de 54,47 km², incluindo:
- área agricola: 51%
- área florestal: 39%

## Demografia
Dados de 30 de Junho de 2004:
|                      | Total   | Total | Mulheres | Mulheres | Homens  | Homens |
| -------------------- | ------- | ----- | -------- | -------- | ------- | ------ |
|                      | pessoas | %     | pessoas  | %        | pessoas | %      |
| População            | 8711    | 100   | 4426     | 50,8     | 4285    | 49,2   |
| Densidade (pop./km²) | 159,9   | 100   | 81,3     | 81,3     | 78,7    | 78,7   |

De acordo com dados de 2002, o rendimento médio per capita ascendia a 1210,36 zł.

## Comunas vizinhas
- Alwernia, Chrzanów, Libiąż, Przeciszów, Zator,